# Sara Hector
Sara Maria Hector (* 4. September 1992 in Sandviken) ist eine schwedische Skirennläuferin. Ihre stärksten Disziplinen sind Riesenslalom und Slalom. Ihr bisher größter Erfolg ist die Goldmedaille im Riesenslalom bei den Olympischen Winterspielen 2022.

## Biografie
Hector bestritt ihre ersten FIS-Rennen im Dezember 2007. In der Saison 2008/09 hatte sie ihre ersten Einsätze im Europacup, kam aber in keinem ihrer sechs Rennen in die Punkteränge. Im Februar 2009 erreichte sie beim European Youth Olympic Festival den vierten Platz im Riesenslalom, bei den Juniorenweltmeisterschaften in Garmisch-Partenkirchen Anfang März auf den 28. Platz. Zu Beginn der Europacupsaison 2009/10 erreichte Hector den zweiten Platz im Riesenslalom von Funäsdalen und eine Woche später wurde sie Dritte im Riesenslalom von Kvitfjell. Daraufhin kam die 17-Jährige am 12. Dezember 2009 im Riesenslalom von Åre zu ihrem Debüt im Weltcup und holte mit Platz 22 auf Anhieb ihre ersten Weltcuppunkte. Bei den Juniorenweltmeisterschaften 2010 gewann sie im Slalom die Bronzemedaille.
Ihren ersten Sieg im Europacup feierte Hector am 20. Dezember 2010 im Riesenslalom von Limone Piemonte. Bei den Juniorenweltmeisterschaften 2011 in Crans-Montana siegte sie im Riesenslalom. Einen Monat später gewann sie bei den Weltmeisterschaften 2011 in Garmisch-Partenkirchen mit dem schwedischen Team die Bronzemedaille im Mannschaftswettbewerb, ohne dabei selbst einen Lauf bestritten zu haben. Bei den Juniorenweltmeisterschaften 2012 in Roccaraso kam die Silbermedaille im Riesenslalom hinzu. Am 12. Dezember 2014 belegte Hector als Zweitplatzierte im Riesenslalom von Åre erstmals in einem Weltcuprennen einen Podestrang. Zwei Wochen später, am 28. Dezember, gewann sie mit dem Riesenslalom in Kühtai ihr erstes Weltcuprennen.
Im ersten Lauf des Weltcup-Riesenslaloms von Åre am 12. Dezember 2015 zog sich Hector einen Kreuzbandriss im linken Knie zu, ohne dass sie gestürzt wäre. Sie musste daraufhin den ganzen Rest der Saison pausieren. Sie verpasste auch die ersten Rennen der Saison 2016/17, fuhr aber im weiteren Verlauf des Winters zweimal unter die besten zehn. Allgemein hatte Hector Mühe, nach ihrer Verletzung wieder das frühere Leistungsniveau zu erreichen. Im Weltcupwinter 2017/18 standen drei weitere Top-10-Platzierungen zu Buche, doch sie hatte auch mehrere Ausfälle zu verzeichnen. Ähnlich verlief es ihr während der Saisons 2018/19 und 2019/20 mit je zwei weiteren Top-10-Ergebnissen.
Nachdem Hector im ersten Riesenslalom in Courchevel im Dezember 2021 den 2. Platz belegte, gewann sie einen Tag später ihr zweites Weltcup-Rennen in einem weiteren Riesenslalom. Anfang Januar 2022 gewann sie mit Laufbestzeiten in beiden Durchgängen und mit etwa einer Sekunde Vorsprung in Kranjska Gora ihr drittes Weltcup-Rennen im Riesenslalom. Im letzten Riesenslalom vor den Olympischen Spielen 2022 gewann Sara Hector am Kronplatz erneut. Am 7. Februar 2022 holte sie bei den Olympischen Spielen in Peking die Goldmedaille im Riesenslalom. Bezüglich Riesenslalom-Disziplinenwertung schien ihr Vorsprung bis zum zweitletzten Rennen – angesichts ihrer Formstärke – nahezu uneinholbar zu sein. Doch nach einem Ausfall in Åre wirkte Hector angeschlagen und belegte beim Weltcupfinale in Méribel lediglich den 14. Platz. So wurde sie letztlich von Tessa Worley überholt und musste sich um 27 Punkte geschlagen geben.
Am 16. Januar 2024 fuhr Hector im Slalom von Flachau auf den dritten Platz, gleichbedeutend mit ihrer ersten Podestplatzierung in dieser Disziplin. Vier Tage später gewann sie in Jasná den Riesenslalom.

## Privates
Sara Hector lebt in Au im Bregenzerwald im österreichischen Bundesland Vorarlberg. Zudem besitzt sie ein Haus in Duved.

## Erfolge

### Olympische Spiele
- Sotschi 2014: 13. Super-Kombination, 21. Super-G, 25. Abfahrt
- Pyeongchang 2018: 10. Riesenslalom
- Peking 2022: 1. Riesenslalom

### Weltmeisterschaften
- Garmisch-Partenkirchen 2011: 3. Mannschaftswettbewerb (als Ersatzfahrerin), 17. Riesenslalom
- Schladming 2013: 9. Super-Kombination, 26. Abfahrt
- Vail/Beaver Creek 2015: 3. Mannschaftswettbewerb
- St. Moritz 2017: 9. Riesenslalom
- Åre 2019: 7. Riesenslalom
- Cortina d’Ampezzo 2021: 2. Mannschaftswettbewerb, 13. Slalom
- Courchevel/Méribel 2023: 7. Slalom, 8. Parallelrennen, 11. Mannschaftswettbewerb, 13. Riesenslalom
- Saalbach-Hinterglemm 2025: 3. Mannschaftswettbewerb, 6. Riesenslalom

### Weltcupsiege
- 24 Podestplätze in Einzelrennen, davon 7 Siege:

| Datum             | Ort           | Land       | Disziplin    |
| ----------------- | ------------- | ---------- | ------------ |
| 28. Dezember 2014 | Kühtai        | Österreich | Riesenslalom |
| 22. Dezember 2021 | Courchevel    | Frankreich | Riesenslalom |
| 8. Januar 2022    | Kranjska Gora | Slowenien  | Riesenslalom |
| 25. Januar 2022   | Kronplatz     | Italien    | Riesenslalom |
| 20. Januar 2024   | Jasná         | Slowakei   | Riesenslalom |
| 30. November 2024 | Killington    | USA        | Riesenslalom |
| 4. Januar 2025    | Kranjska Gora | Slowenien  | Riesenslalom |

- 1 Podestplatz bei Mannschaftswettbewerben

### Weltcupwertungen
| Saison  | Gesamt | Gesamt | Super-G | Super-G | Riesenslalom | Riesenslalom | Slalom | Slalom | Kombination | Kombination | Parallel | Parallel |
| Saison  | Platz  | Punkte | Platz   | Punkte  | Platz        | Punkte       | Platz  | Punkte | Platz       | Punkte      | Platz    | Punkte   |
| ------- | ------ | ------ | ------- | ------- | ------------ | ------------ | ------ | ------ | ----------- | ----------- | -------- | -------- |
| 2009/10 | 120.   | 9      | –       | –       | 45.          | 9            | –      | –      | –           | –           | –        | –        |
| 2010/11 | 93.    | 38     | –       | –       | 32.          | 38           | –      | –      | –           | –           | –        | –        |
| 2011/12 | 102.   | 14     | –       | –       | 41.          | 14           | –      | –      | –           | –           | –        | –        |
| 2012/13 | 80.    | 38     | 47.     | 1       | 37.          | 24           | 48.    | 13     | –           | –           | –        | –        |
| 2013/14 | 61.    | 91     | –       | –       | 26.          | 46           | –      | –      | 5.          | 45          | –        | –        |
| 2014/15 | 19.    | 370    | –       | –       | 4.           | 329          | 29.    | 41     | –           | –           | –        | –        |
| 2015/16 | 64.    | 97     | –       | –       | 27.          | 68           | 38.    | 29     | –           | –           | –        | –        |
| 2016/17 | 66.    | 111    | –       | –       | 21.          | 106          | 54.    | 5      | –           | –           | –        | –        |
| 2017/18 | 49.    | 166    | –       | –       | 10.          | 161          | 57.    | 5      | –           | –           | –        | –        |
| 2018/19 | 45.    | 170    | –       | –       | 15.          | 121          | 32.    | 49     | –           | –           | –        | –        |
| 2019/20 | 33.    | 211    | –       | –       | 12.          | 138          | 28.    | 39     | –           | –           | 16.      | 34       |
| 2020/21 | 16.    | 371    | –       | –       | 11.          | 196          | 13.    | 125    | –           | –           | 4.       | 50       |
| 2021/22 | 7.     | 760    | –       | –       | 2.           | 540          | 11.    | 175    | –           | –           | 5.       | 45       |
| 2022/23 | 10.    | 636    | –       | –       | 6.           | 393          | 9.     | 243    | –           | –           | –        | –        |
| 2023/24 | 4.     | 922    | –       | –       | 3.           | 583          | 6.     | 339    | –           | –           | –        | –        |

### Europacup
- Saison 2009/10: 10. Gesamtwertung, 7. Riesenslalom, 10. Slalom
- Saison 2011/12: 7. Riesenslalomwertung
- Saison 2012/13: 5. Riesenslalomwertung
- 10 Podestplätze, davon 2 Siege:

| Datum             | Ort             | Land     | Disziplin    |
| ----------------- | --------------- | -------- | ------------ |
| 20. Dezember 2010 | Limone Piemonte | Italien  | Riesenslalom |
| 30. November 2012 | Kvitfjell       | Norwegen | Riesenslalom |

### Juniorenweltmeisterschaften
- Garmisch-Partenkirchen 2009: 28. Riesenslalom
- Mont Blanc 2010: 3. Slalom, 10. Riesenslalom, 47. Super-G
- Crans-Montana 2011: 1. Riesenslalom, 11. Slalom
- Roccaraso 2012: 2. Riesenslalom, 6. Slalom
- Québec 2013: 24. Abfahrt, 29. Super-G

### Weitere Erfolge
- 1 Sieg im Nor-Am Cup
- Gesamtsiegerin und 4 Siege im Australia New Zealand Cup 2017
- 8 Siege in FIS-Rennen